# 石川幸元
石川 幸元（いしかわ ゆきもと、生没年不詳）とは江戸時代の狩野派の絵師。

## 来歴
狩野派の絵師であるといわれており、宝暦から安永期に俳諧絵本の挿絵を描いている。
窪俊満による文調7回忌摺物によって一筆斎文調の師としてその名が知られている。

## 作品
- 『鏡の華』 俳諧絵本 雪中庵蓼太讃、彫工関根柯影 安永7年